# Dinah Caine
Dinah Caine, baronne Caine de Kentish Town, est une experte des industries créatives britanniques et pair à vie.

## Biographie
Caine est présidente de Camden STEAM et est auparavant présidente de l'Université Goldsmiths et PDG de Creative Skillset.
Caine a reçu un OBE en 2002 pour ses services aux industries des médias et un CBE pour ses services aux industries créatives en 2013. Elle est nommée pour une pairie à vie en décembre 2024 par le Premier ministre Keir Starmer pour le Parti travailliste dans le cadre des pairies politiques de 2024 et est créée baronne Caine de Kentish Town le 30 janvier 2025.